# Richard Lineback
Richard Lineback (Francoforte sul Meno, 4 febbraio 1952) è un attore statunitense.

## Biografia
Nonostante l'attore appaia prevalentemente in pellicole statunitensi, è nato a Francoforte, in Germania. Esordì in due episodi della serie televisiva The love boat. Nel 1980, invece il suo primo ruolo per la TV in un film, L'ultimo degli indifesi. Seguì nello stesso anno Joni, questa volta per il cinema, ed un ruolo marginale nella popolare serie televisiva statunitense Una famiglia americana. A questo punto, l'attore iniziò a farsi notare anche in serie TV più conosciute, come Supercar, mentre precedentemente, nel 1981 si era ritrovato a recitare al fianco di Daryl Hannah, Kim Basinger e Michael Parks in Paese selvaggio. Prevalentemente dedito a serie televisive, l'attore ha recitato in Fantasilandia, Max Headroom, M*A*S*H, MacGyver e JAG - Avvocati in divisa, ma si è anche prestato in film come Assassini nati - Natural Born Killers di Oliver Stone, Venerdì 13: il terrore continua, L'ombra dello scorpione - tratto da un romanzo di Stephen King - e The Jackal a fianco di Richard Gere e Bruce Willis.

## Filmografia parziale

### Cinema
- Joni, regia di James F. Collier (1979)
- Paese selvaggio (Hard Country), regia di David Greene (1981)
- Venerdì 13: il terrore continua (Friday the 13th Part V: A New Beginning), regia di Danny Steinmann (1985)
- L'aereo più pazzo del mondo 3 (Stewardess School), regia di Ken Blancato (1986)
- Beyond the Next Mountain (1987)
- Sommersby, regia di Jon Amiel (1993)
- Speed, regia di Jan de Bont (1994)
- Assassini nati - Natural Born Killers (Natural Born Killers), regia di Oliver Stone (1994)
- The Stars Fell on Henrietta, regia di James Keach (1995)
- Twister, regia di Jan de Bont (1996)
- Tin Cup, regia di Ron Shelton (1996)
- After the Game, regia di Brewster MacWilliams (1997)
- The Jackal, regia di Michael Caton-Jones (1997)
- Obsession (Hush), regia di Jonathan Darby (1998)
- Meet the Deedles, regia di Steve Boyum (1998)
- Varsity Blues, regia di Brian Robbins (1999)
- Pronti alla rissa (Ready to Rumble), regia di Brian Robbins (2000)
- The Ring, regia di Gore Verbinski (2002)

### Televisione
- L'ultimo degli indifesi - film TV (1980)
- Fantasilandia (Fantasy Island) - serie TV, 5 episodi (1981)
- M*A*S*H - serie TV, 2 episodi (1979-1982)
- Supercar (Knight Rider) - serie TV, 1 episodio (1984)
- Fatal Vision . miniserie TV (1984)
- Hardcastle & McCormick - serie TV, 1 episodio (1985)
- Return to Mayberry, regia di Bob Sweeney - film TV (1986)
- Matlock - serie TV (1986)
- Hunter - serie TV, 3 episodi (1986-1989)
- MacGyver - serie TV, 1 episodio (1987)
- Max Headroom - serie TV, episodio 1x05 (1987)
- 1925: processo alla scimmia - film TV (1988)
- Star Trek: The Next Generation - serie TV, episodio 1x22 (1988)
- Inherit the Wind, regia di David Greene (1988)
- Vendetta cieca - film TV (1990)
- Dallas - serie TV, un episodio (1991)
- Striptease killer - film TV (1992)
- Somebody's Daughter, regia di Joseph Sargent - film TV (1992)
- Star Trek: Deep Space Nine - serie TV, episodio 1x08 (1993)
- NYPD - New York Police Department (NYPD Blue) - serie TV, un episodio (1994)
- L'ombra dello scorpione (The Stand), regia di Mick Garris (1994) - Miniserie TV
- Superflui di testa (1998)
- Una decisione sofferta - film TV (1998)
- The Baby Dance, regia di Jane Anderson - film TV (1998)
- Il tocco di un angelo (Touched by an Angel) - serie TV, un episodio (2000)
- JAG - Avvocati in divisa (JAG) - serie TV, un episodio (2005)
- NCIS - Unità anticrimine (NCIS) - serie TV, episodio 6x04 (2008)

## Doppiatori italiani
Nelle versioni in italiano delle opere in cui ha recitato, Richard Lineback è stato doppiato da:
- Nino Prester in Star Trek: The Next Generation, L'ombra dello scorpione
- Roberto Chevalier in Alfred Hitchcock presenta
- Massimo Rossi in Venerdì 13: Il terrore continua
- Maurizio Reti ne Il prezzo del passato
- Mauro Bosco in Star Trek: Deep Space Nine
- Fabrizio Pucci in Speed
- Vittorio Battarra in Assassini nati - Natural Born Killers
- Carlo Valli in Twister
- Sandro Sardone in Obsession
- Mino Caprio in Pronti alla rissa
- Sergio Di Stefano in The Ring
- Gaetano Varcasia in NCIS - Unità anticrimine